# Baukasten zu einer Theorie der Medien
Der Baukasten zu einer Theorie der Medien ist eine  sozialistische Medientheorie von Hans Magnus Enzensberger. Der Medienbaukasten knüpft an die Kritik der Kulturindustrie durch die Frankfurter Schule an, steht zugleich jedoch in der emanzipatorischen Tradition von Bertolt Brechts Radiotheorie. Der Medienbaukasten wurde erstmals 1970 in der von Enzensberger herausgegebenen Zeitschrift Kursbuch publiziert.

## Kernaussagen
Ausgangspunkt bildet die von Horkheimer und
Adorno in der Dialektik der Aufklärung (1947) formulierte Kritik der modernen „Kulturindustrie“, die Enzensberger unter dem Begriff „Bewusstseins-Industrie“ fortführt: „Mit der Entwicklung der elektronischen Medien ist die Bewusstseins-Industrie zum Schrittmacher der sozio-ökonomischen Entwicklung spätindustrieller Gesellschaften geworden.“
Enzensbergers Verständnis der Bewusstseinsindustrie ist dialektisch. Er sieht in ihr sowohl einschränkende wie auch befreiende Elemente. Einerseits übernehmen die elektronischen Medien in der modernen Gesellschaft immer mehr „Steuerungs- und Kontrollfunktionen“, andererseits durchbricht ihre technische Struktur bisherige Beschränkungen. Die Vermassung der Kommunikationsinhalte ebenso wie die Vielfalt der Kommunikationswege untergräbt die Möglichkeiten der Zensur. Da elektronische Medien die Information beliebig reproduzierbar und allgemein zugänglich machen, durchbrechen sie auch soziale Barrieren: „Die neuen Medien sind ihrer Struktur nach egalitär.“ (Kursbuch 20/1970: 167)

Von zentraler Bedeutung für Enzensbergers Medientheorie ist die Aufhebung der Trennung zwischen Konsumenten und Produzenten. Enzensberger formuliert in Bezugnahme auf Bertolt Brechts Radiotheorie: „Die elektronische Technik kennt keinen prinzipiellen Gegensatz von Sender und Empfänger. Jedes Transistorradio ist, von seinem Bauprinzip her, zugleich ein potentieller Sender.“ (Kursbuch 20/1970: 160) Im „repressiven Mediengebrauch“ dagegen herrscht Enzensberger zufolge ein zentral gesteuertes Programm mit einem Sender und vielen Empfängern, das die Konsumenten passiviert und entpolitisiert: 

„In der heutigen Gestalt dienen Apparate wie das Fernsehen oder der Film deswegen nicht der Kommunikation, sondern ihrer Verhinderung. Sie lassen keine Wechselwirkung zwischen Sender und Empfänger zu: technisch gesprochen, reduzieren sie den feedback auf das systemtheoretisch mögliche Minimum.“

Ein „emanzipatorischer Mediengebrauch“ macht dagegen jeden Empfänger auch zum Sender. An dieser Stelle setzt auch Enzensbergers Kritik am bisherigen Medienverständnis der Linken an, die Kino, Rundfunk und Fernsehen vor allem als Manipulationsinstrument begreifen, das einflussreich gegen das Proletariat gerichtet sei. Damit einher gehe das Festhalten an Buch und Zeitschrift, also einer „Mediensituation, die etwa dem Stand von 1900“ entspreche: „Die Manipulations-These der Linken ist in ihrem Kern defensiv, in ihren Auswirkungen kann sie zum Defaitismus führen.“ (Kursbuch 20/1970: 163)
Enzensberger versteht Mediengeräte gerade nicht als reine Konsumtionsmittel: „Sie sind im Prinzip immer zugleich Produktionsmittel, und zwar, da sie sich in den Händen der Massen befinden, sozialisierte Produktionsmittel.“ (Kursbuch 20/1970: 168)

Ähnlich wie Brecht macht Enzensberger allerdings die Einschränkung, dass die Massenmedien in der kapitalistischen Organisationsform ihr volles Potential nicht entfalten: „Nur eine freie sozialistische Gesellschaft wird sie produktiv machen können.“ Trotzdem gebe es keinen Grund für die Linke, in der bestehenden Gesellschaftsform auf die medialen Möglichkeiten zu verzichten, die bereits verfügbar sind, um neue Formen der Öffentlichkeit herzustellen: „Tonbandgeräte, Bild- und Schmalfilmkameras befinden sich heute schon in weitem Umfang im Besitz der Lohnabhängigen. Es ist zu fragen, warum diese Produktionsmittel nicht massenhaft […] in allen gesellschaftlichen Konfliktsituationen auftauchen.“ (Kursbuch 20/1970: 170) Enzensberger fordert den ebenso „aggressiven“ wie bewussten Zugriff auf die neuen Medien: 

„Ein unmanipuliertes Schreiben, Filmen und Senden gibt es nicht. Die Frage ist daher nicht, ob die Medien manipuliert werden oder nicht, sondern wer sie manipuliert. Ein revolutionärer Entwurf muß nicht die Manipulateure zum Verschwinden bringen; er hat im Gegenteil einen jeden zum Manipulateur zu machen.“

Die politischen Aktivisten sollen dabei nicht nur den Mediengebrauch, sondern auch Organisationsformen der großstädtischen Subkulturen übernehmen, z. B. „netzartige Kommunikationsmodelle, die auf dem Prinzip der Wechselwirkung aufgebaut sind: eine Massenzeitung, die von ihren Lesern geschrieben und verteilt wird, ein Videonetz politisch arbeitender Gruppen usw.“ (Kursbuch 20/1970: 170)
Nicht umsonst erinnert der Netzwerk-Gedanke an die Organisationsstruktur des Internets. Das oft so genannte „Netz der Netze“ hat die scharfe Trennung zwischen Sender und Empfänger von Anfang an aufgehoben. Für Enzensberger ist die Aufhebung dieser Trennung die allgemeine Bedingung der modernen Medienwelt. Der Netzwerk-Gedanke dagegen hat Anfang der siebziger Jahre sehr viel speziellere Funktion. Es gilt nämlich, ein strukturelles Problem sozialistischer Bewegungen  zu überwinden: die „Dialektik von Disziplin und Spontaneität, Zentralismus und Dezentralisation, autoritärer Führung und antiautoritärer Desintegration“ (Kursbuch 20/1970: 170).

Im Spiegel 2/2000 äußerte sich Enzensberger kritisch hinsichtlich seiner 1970 geäußerten medientheoretischen Überlegungen: 

„Wohl gesprochen zu einer Zeit, da vom Internet noch keine Rede war. Doch führte der Versuch des Verfassers, die Medienpraxis zu überholen, zu allerhand Erwartungen, die heute naiv anmuten. Dem imaginären Netz der Zukunft wurden – ganz im Gegensatz zu den alten Medien – utopische Möglichkeiten zugeschrieben; seine emanzipatorische Potenz stand für den Dichter außer Frage. Ganz im Sinn der marxistischen Theorie hegte er ein unbegrenztes Zutrauen in die berühmte ‚Entfaltung der Produktivkräfte‘, eine materialistische Variante der christlichen Trias von Glaube, Liebe und Hoffnung. Heute würden auf derartige Verheißungen nur die Evangelisten des digitalen Kapitalismus schwören. Vielleicht empfiehlt sich 30 Jahre später eine gewisse Nüchternheit.“